# Mika Newton
Mika Newton, właściwie Oksana Stefaniwna Hrycaj (ukr. Окса́на Стефа́нівна Грица́й, ur. 5 marca 1986 w Bursztynie w obwodzie iwanofrankiwskim) – ukraińska piosenkarka popowa i aktorka.

## Kariera muzyczna
Zaczęła śpiewać w wieku dziewięciu lat. Jej muzyka oraz styl ubierania się zawierał elementy punk i gothic. Mika chciała upodobnić się do kanadyjskiej piosenkarki Avril Lavigne.
Po wygraniu międzynarodowego festiwalu Black Sea Games 2002 podpisała swój pierwszy kontrakt płytowy. Jej debiutancki singiel „Anomalija” stał się hitem na listach przebojów na Ukrainie i Rosji. Premiera albumu zatytułowanego Anomalija odbyła się w Antonov Design Bureau w Kijowie.

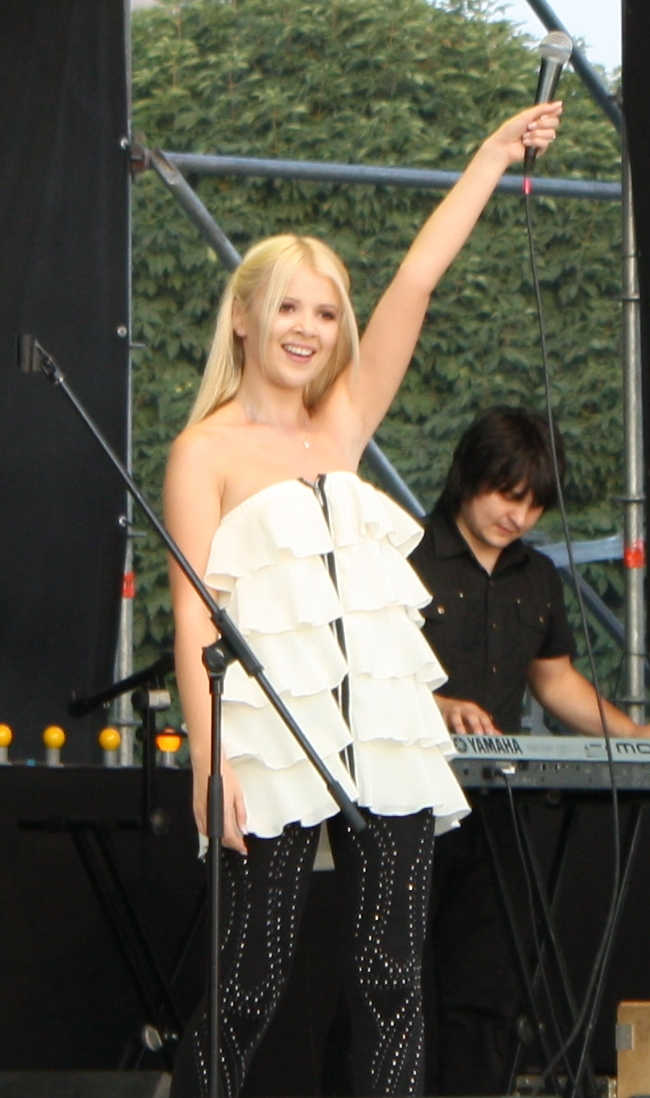
Mika Newton podczas koncertu w Dnieprodzierżyńsku, 2010

Pomiędzy 2005 a 2008 rokiem wydała trzy albumy: Anomalja, Tiopłaja rieka i Ekskluziw.
W październiku 2010 znalazła się na liście 35 uczestników ukraińskich eliminacji do 56. Konkursu Piosenki Eurowizji, do których zgłosiła się z utworem „Angel”. Wystąpiła w trzecim ćwierćfinale i zakwalifikowała się do półfinału. W połowie grudnia wystąpiła w drugim koncercie półfinałowym i zakwalifikowała się do finału rozgrywanego 26 lutego 2011. Zdobyła w nim największe poparcie telewidzów (31,54% głosów), komisji jurorskiej oraz internautów, dzięki czemu została reprezentantką Ukrainy w Konkursie Piosenki Eurowizji organizowanym w Düsseldorfie. Po zakończeniu finału selekcji w mediach pojawiła się informacja o zmanipulowaniu wyników selekcji na korzyść Newton i utworu „Angel”. W związku z kontrowersjami, kanał Perszyj kanał postanowił zorganizować rundę dogrywkową z udziałem zwyciężczyni oraz pozostałych dwóch finalistek eliminacji: Złatą Ogniewicz i Jamalą, by decyzję o nowym reprezentancie podjęli telewidzowie. Piosenkarki wycofały się z udziału, a Newton została ogłoszona reprezentantką kraju. 12 maja wystąpiła z szóstym numerem startowym w drugim półfinale konkursu. Z szóstego miejsca (81 punktów) awansowała do finału. W sobotę, 16 maja wystąpiła w finale jako 23. w kolejności i zajęła 4. miejsce w końcowej klasyfikacji, otrzymując w sumie 159 punktów, w tym maksymalną ilość 12 punktów od Armenii, Azerbejdżanu i Słowacji. Podczas występów towarzyszyła jej Ksenija Symonowa, artystka rysująca na piasku.
W 2011 podpisała kontrakt z JK Music Group i Dream Merchant 21 Randy’ego Jacksona. W czerwcu przeprowadziła się do Los Angeles. W lutym 2012 wydała pierwszy singiel wydany na rynku amerykańskim – „Don’t Dumb Me Down”. W marcu 2013 zaprezentowała singiel „Come Out and Play”, który niedługo po wydaniu został zremiksowany przez brytyjskiego DJ-a Paula Oakenfolda, znanym z tworzenia przeróbek piosenek wykonawcom, takim jak m.in. Madonna, The Rolling Stones, Snoop Dogg, Britney Spears czy Justin Timberlake. W kwietniu rozpoczęła akustyczną trasę koncertową po Los Angeles, a w maju opublikowała teledysk do piosenki „Magnets”.
3 kwietnia 2022, podczas premierowego wykonania przez Johna Legenda utworu „Free”, wystąpiła gościnnie wraz z Lubow Jakymczuk oraz Siuzanną Iglidan na 64. ceremonii wręczenia nagród Grammy.

## Dyskografia

### Albumy
- Anomalija (2005)
- Tiopłaja rieka (2006)
- Ekskluziw (2008)
- Wysze, czem lubow (2010)

## Filmografia
- 2006: Żyzń wraspłoch (ros. Жизнь врасплох)
- 2007: Dieńgi dla doczeri (ros. Деньги для дочери)